# Brusné (okres Mělník)
Brusné je osada na Kokořínsku, v okrese Mělník. Nachází se podél neasfaltované údolní cesty, která odbočuje na sever ze silnice III/25929 mezi Rájem a Příbohami na Kokořínsku. Administrativně je osada podélně rozdělena na dva díly, které patří do různých katastrálních území i obcí. Hranici tvoří z větší části cesta v údolí, které je její přirozenou osou.

## Brusné 1.díl
Brusné 1.díl je východní (ve směru spádu údolí levá) část osady Brusné, spadá do katastrálního území Libovice obce Nosálov. V některých mapách se však jako Brusné 1.díl nepřesně označuje dolní část osady Brusné, v blízkosti silnice. K 1.dílu databáze ministerstva vnitra uvádí dvě adresy (spadají k němu č. p. 14 u křižovatky se silnicí, č. p. 4 na blízké samotě s místním názvem Na Čtyřce, příp. též č. p. 2 u hlavní cesty v horní části osady). Trvale zde při sčítání lidu roku 2001 nebyl hlášen žádný obyvatel.

## Brusné 2.díl
Brusné 2.díl je západní (ve směru spádu údolí pravá) část osady, k ní patří i celá skupina domů v nejhořejší části. V některých mapách se jako Brusné 2.díl nepřesně označuje horní část osady Brusné. 2.díl spadá do katastrálního území Olešno a je místní částí města Mšeno. Ve 2.díle je podle ministerstva vnitra evidováno 10 adres (mapa na webu města uvádí 9 adres: č. p. 1, 6, 7, 8, 10, 11, 12, 13 a 18) a při sčítání lidu roku 2001 zde byli zaznamenáni tři obyvatelé.

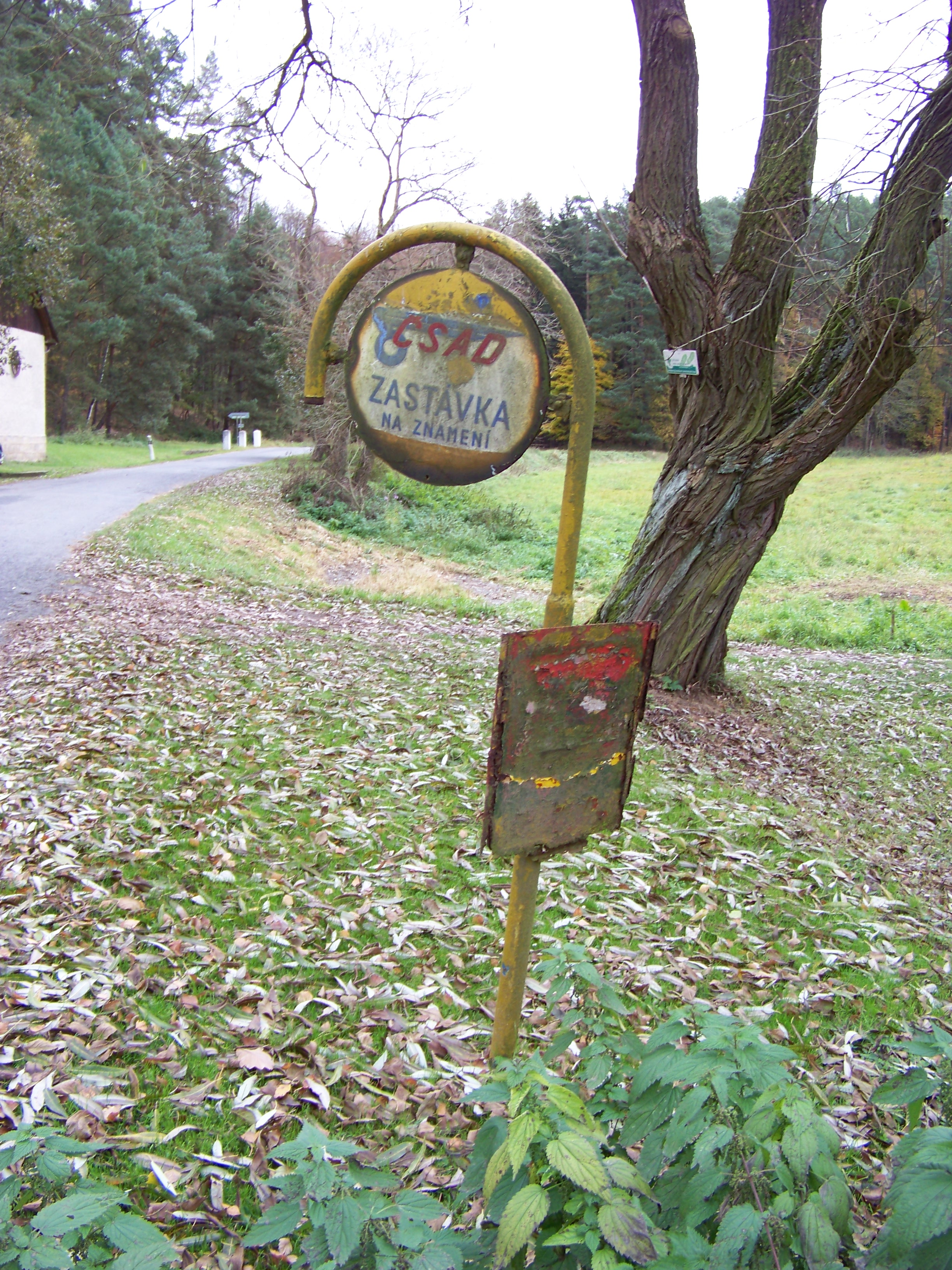
Zastávka je asi od roku 1997 bez provozu, předtím zde jezdil jeden pár spojů týdně

## Dopravní spojení
V současnosti (asi od roku 1996) nezajíždí k osadě Brusné žádná linková veřejná doprava. U rozcestí v dolní části osady však u silnice zůstal zastávkový sloupek ČSAD. Dle jízdních řádů ČSAD pro rok 1991/1992 a 1992/1993 zde stavěl jeden pár spojů týdně, ve středu dopoledne, které jely na lince 42340 z Dubé přes Ráj, Brusné a Příbohy do Mšena a zpět, v roce 1995/1996 byla linka s týmiž spoji označena číslem 500340 a provozována ČSAD BUS Ústí nad Labem a. s., v roce 1997/1998 a následujících letech není již tato ani jiná linka přes Brusné uváděna. Nejbližší veřejná doprava je tak vzdálena necelý 1 kilometr západně, v Ráji na silnici II/259 Mšeno–Dubá, kde zastavují linky spojující Mšeno a Mělník, a do Příboh ležících asi 1 km východně od Brusného zajíždí v pracovní den dva páry spojů minibusů Kokořínského SOKu (linka 250066).